# Grainger (cráter)
Grainger es un cráter de impacto de 113 km de diámetro del planeta Mercurio. Debe su nombre al compositor australiano Percy Grainger (1882-1961), y su nombre fue aprobado por la  Unión Astronómica Internacional en 2012.